# 特轄區管
特轄區管或特辖军（俄羅斯語: опри́чник, IPA: [ɐˈprʲit͡ɕnʲɪk]；複數形：Oprichniki）是俄羅斯歷史中的特轄區時期統管由沙皇雷帝伊凡所建立的特轄區的成員。

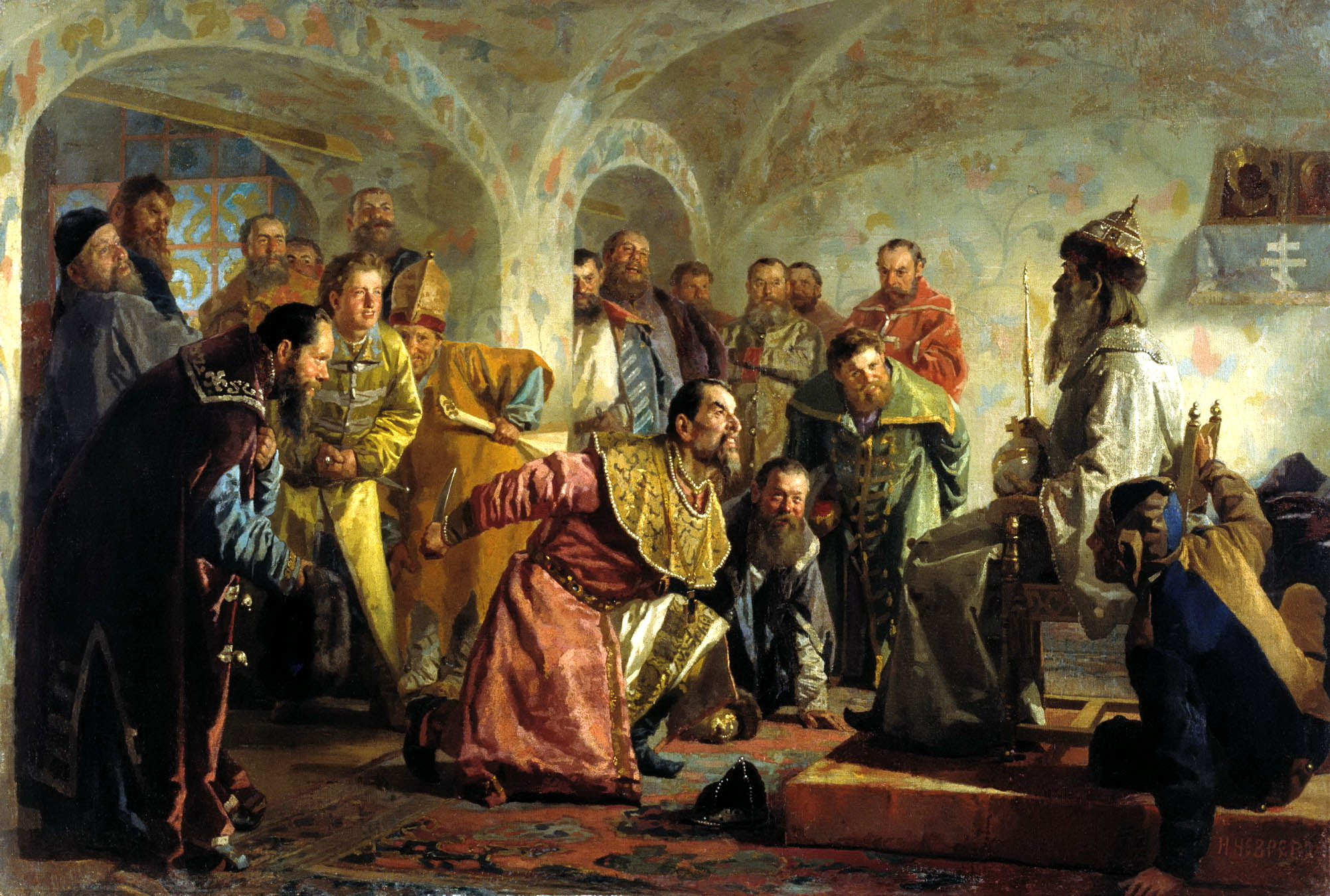
正在拷問犯人的特轄軍

特轄區管負責拷問與謀殺沙皇在國內的敵人。他們執法時的暴力手段臭名遠揚，跟現代的行刑隊、秘密警察如出一轍。他們穿著類似修士的黑色寬袍，胸前佩一奇怪徽章，上有狗頭（象徵對沙皇不二的忠誠）與掃帚（象徵將沙皇的一切敵人掃地出門）。特轄區管的成員均由沙皇親自挑選，不論出身，只論是否效忠沙皇，通常是社會的中下階層為多。